# A Batman: A rajzfilmsorozat epizódjainak listája
Ez a lista a Batman: A rajzfilmsorozat című sorozat epizódjainak felsorolását tartalmazza.

## Első évad (1992–1993)
| # | #  | Magyar cím                                        | Magyar cím                                 | Angol cím                                | Eredeti premier      |
| # | #  | HBO/RTL Klub/Viasat6                              | DVD/RTL Spike                              | Angol cím                                | Eredeti premier      |
| --- | -- | ------------------------------------------------- | ------------------------------------------ | ---------------------------------------- | -------------------- |
| 1 | 1  | Macska és Karom, 1. rész                          | A cica meg a karma                         | The Cat and the Claw, Part 1             | 1992. szeptember 5.  |
| 2 | 2  | Denevérszárnyakon                                 | Bőrök szárnyán                             | On Leather Wings                         | 1992. szeptember 6.  |
| Egy denevérszárnyas teremtmény támadja meg a Phoenix Gyógyszerészet biztonsági őrét. James Gordon felügyelő nem akarja elhinni, hogy Batman az elkövető, ám Harvey Bullock nyomozó és Gotham City polgármestere, Hamilton Hill Batmanre próbálja kenni a dolgot, hogy így megnyugtassák a médiát és az embereket. Batman nyomozás közben talál egy hangrögzítőt a rejtélyes teremtmény hangjával. Bruce Wayne-ként elmegy a Gothami Állatkertbe, ott találkozik a barátságtalan Dr. March-csal, annak lányával, Francine-nel és vejével, Dr. Kirk Langstrommal és megbízza a professzort, vizsgálja ki a hangokat. Batman ellen hajtóvadászat indul Bullock vezetésével. A denevérember rájön, hogy Dr. March hazudott neki a hangról. A rejtélyes denevér újra betör a Phoenix Gyógyszerészet épületébe, Batman a helyszínre siet: a szörnyeteg maga Dr. Langstrom. Gyógyszerekre van szüksége, hogy megakadályozza az elváltozást, amit egy félresikerült kísérlet okozott. Batman üldözőbe veszi és elfogja a teremtményt, majd a barlangjában meggyógyítja. |    |                                                   |                                            |                                          |                      |
| 3 | 3  | Jégszív                                           | A jég szíve                                | Heart of Ice                             | 1992. szeptember 7.  |
| Dr. Victor Fries egy Gothcorp nevű cég tudósaként dolgozik. Amikor halálos beteg felesége, Nora állapota drasztikusra fordul, hibernálja őt, hogy legyen ideje kifejleszteni az ellenszert. Azonban a cég kegyetlen vezetője, Ferris Boyle saját céljaira akarja felhasználni a doktor zsenialitását és megzsarolja felesége hibernációjának megszakításával. Fries és Boyle testőrei között tűzpárbaj alakul ki, majd a doktor a fagypont alatti vegyszerek közé zuhan, amitől szervezete mutálódik és azóta csakis jéghideg közegben tud életben maradni. Megépíti védőruháját, ami folyamatosan hűti testét, és létrehozza saját bűnbandáját. Eredeti célja, hogy rablásaival tovább tudja finanszírozni kutatásait Nora megmentéséhez, most azonban sok év elteltével bosszút forral... Az epizód Daytime Emmy-jelölést kapott. A történet később megjelenik a Batman és Robin című filmben is, melyben Arnold Schwarzenegger alakítja Mr. Fagy karakterét.                                                                                                 |    |                                                   |                                            |                                          |                      |
| 4 | 4  | Gyurmaarc, 1. rész                                | Agyagszínész                               | Feat of Clay, Part 1                     | 1992. szeptember 8.  |
| 5 | 5  | Gyurmaarc, 2. rész                                | Agyagszínész, 2. rész                      | Feat of Clay, Part 2                     | 1992. szeptember 9.  |
| 6 | 6  | Sohasem késő                                      | Sosem túl késő                             | It's Never Too Late                      | 1992. szeptember 10. |
| 7 | 7  | Szívesség Jokernek                                | Joker szívessége                           | Joker's Favor                            | 1992. szeptember 11. |
| Egy Charlie Collins nevű férfi idegesen megy haza a munkahelyéből, így véletlenül Jokerbe köt bele. A mosolygós pszichopata elveszi tőle személyi igazolványát és megmondja neki, ha egyszer szüksége lesz rá, akkor számít rá. Természetesen Charlie nevet változtat és elköltözik a városból, azonban két évvel később mégis megtalálja őt Joker és megkéri, segítsen őrült terve kivitelezésében. James Gordon rendőrfőnök számára partit rendeznek, Joker egy tortában beosonva akarja gázzal lebénítani és felrobbantani a rendőröket. Charlie feladata kinyitni Jokernek és segédjének, a rendőrnek öltözött Harley Quinn-nek az ajtót. Charlie azonban riasztja Batmant, így ő időben odaér és megmenti a rendőröket. Joker után maga Charlie ered, aki azzal fenyegeti, hogy felrobbantja, ha nem adja vissza az adatait. Joker ezt kénytelen megtenni, de kiderül, hogy a bomba nem is volt valódi. Jokert és Harley Quinnt az Arkhamba viszik, Charlie pedig visszatér normális életéhez.                                                             |    |                                                   |                                            |                                          |                      |
| 8 | 8  | Macska és Karom, 2. rész                          | A cica meg a karma, 2. rész                | The Cat and the Claw, Part 2             | 1992. szeptember 12. |
| 9 | 9  | Édes méreg                                        | A méreg gyönyöre                           | Pretty Poison                            | 1992. szeptember 14. |
| 10 | 10 | Nincs mitől félni                                 | Jobb félni, mint megijedni!                | Nothing to Fear                          | 1992. szeptember 15. |
| 11 | 11 | Légy bűvész                                       | Légy bohóc                                 | Be a Clown                               | 1992. szeptember 16. |
| 12 | 12 | Találkozó a Bűnsikátorban                         | Találkozás a Bűn Negyedben                 | Appointment in Crime Alley               | 1992. szeptember 17. |
| 13 | 13 | A rendőrségi ügy                                  | Nézőpont kérdése                           | P.O.V.                                   | 1992. szeptember 18. |
| 14 | 14 | Órakirály                                         | Az Órakirály                               | The Clock King                           | 1992. szeptember 21. |
| 15 | 15 | Ki nevet a végén?                                 | Aki utoljára nevet                         | The Last Laugh                           | 1992. szeptember 22. |
| Április 1-jén bolondok napján Gotham City polgárai furcsa mód szüntelenül nevetni kezdenek és nem törődnek semmivel, elvesztve józan ítélőképességüket. Batman hamar rájön, hogy az ügy hátterében Joker áll. Amikor Alfred is elkapja a nevetőgörcsöt, Batman egyedül száll szembe legfőbb ellenségével. Joker egy hulladékot szállító hajó segítségével mérgezi az embereket, így társaival könnyedén ki tudja rabolni a bankokat. Batmannek meg kell küzdenie egy hatalmas bohócrobottal, s végül Jokert is legyőzi. |    |                                                   |                                            |                                          |                      |
| 16 | 16 | Örök ifjúság (HBO) Örök fiatalság (RTL Klub)      | Az örök ifjúság                            | Eternal Youth                            | 1992. szeptember 23. |
| 17 | 17 | Kétarc, 1. rész                                   | Kétarc                                     | Two-Face, Part 1                         | 1992. szeptember 25. |
| 18 | 18 | Kétarc, 2. rész                                   | Kétarc, 2. rész                            | Two-Face, Part 2                         | 1992. szeptember 28. |
| 19 | 19 | A győzelem félelme                                | Félelem a győzelemtől                      | Fear of Victory                          | 1992. szeptember 29. |
| 20 | 20 | Batman van a pincében                             | Batman a pincémben van                     | I've Got Batman in My Basement           | 1992. szeptember 30. |
| 21 | 21 | Vendetta                                          | Bosszú                                     | Vendetta                                 | 1992. október 5.     |
| 22 | 22 | A gonosz prófétája                                | A vég prófétája                            | Prophecy of Doom                         | 1992. október 6.     |
| 23 | 23 | Elfeledettek                                      | Az elveszett bárány                        | The Forgotten                            | 1992. október 8.     |
| Batman megtudja, hogy Gotham City egyik rossz hírű negyedében sorra tűnnek el hajléktalanok és lezüllött munkások, de a rendőrség tehetetlen. Bruce Wayne-ként hajléktalannak öltözve próbál információkat szerezni, de leütik és a város közelében lévő kopár vidéken ébred egy munkatáborban. Itt a kövér Biggis főnök dolgoztatja a hajléktalanokat, hiszen a terület bányáiban sok arany van. Közben Alfred megpróbálja megtalálni Batmant, hiszen nem volt beavatva a tervbe. Bruce a fejére mért ütés miatt elvesztette emlékezetét és nem emlékszik személyazonosságára sem. Végül pár rab segítségével le tudja győzni Biggist és bandáját és Alfred is a helyszínre érkezik. |    |                                                   |                                            |                                          |                      |
| 24 | 24 | Őrült Kalapos                                     | Április Bolondja                           | Mad as a Hatter                          | 1992. október 12.    |
| 25 | 25 | Az összeesküvés                                   | A köpeny cselszövény                       | The Cape and Cowl Conspiracy             | 1992. október 14.    |
| 26 | 26 | Mi álmok jőnek (HBO) Álom vagy valóság (RTL Klub) | Álomvilág                                  | Perchance to Dream                       | 1992. október 19.    |
| 27 | 27 | A csatornalakó                                    | A csatorna lakói                           | The Underdwellers                        | 1992. október 21.    |
| Gotham City gazdagabb részeiben lopások történnek. Elmondások szerint kis zöld koboldok ragadják el az emberek pénztárcáit, majd hirtelen eltűnnek. Batman nyomoz az ügyben, s az egyik ilyen "koboldra" bukkan, akiről kiderül, hogy gyerek. A csatornában él, napfényt régen nem látott. Batman hazaviszi a gyereket, ahol Alfred gondozza. Bruce meg akarja találni a többi foglyot, végül a kisgyerek elvezeti őt társaihoz. Kiderül, hogy egy őrült férfi rabszolgaként dolgoztatja az éheztetett gyerekeket. Batman elkapja a Csatornalakót és a gyerekek hazatérhetnek. |    |                                                   |                                            |                                          |                      |
| 28 | 28 | A Nindzsa éjszakája                               | A Nindzsa éjszakája                        | Night of the Ninja                       | 1992. október 26.    |
| 29 | 29 | Bruce Wayne különös titka                         | Bruce Wayne különös titka                  | The Strange Secret of Bruce Wayne        | 1992. október 29.    |
| 30 | 30 | Tigris, tigris                                    | Tigris, tigris                             | Tyger Tyger                              | 1992. október 30.    |
| 31 | 31 | Álmok a sötétben (HBO) Sötét álmok (RTL Klub)     | Álmok a sötétben                           | Dreams in Darkness                       | 1992. november 3.    |
| 32 | 32 | Rettegjetek, jön a Szürke Szellem!                | Óvakodj a Szürke Szellemtől!               | Beware the Gray Ghost                    | 1992. november 4.    |
| 33 | 33 | Macskaláz                                         | Macskakaparásláz                           | Cat Scratch Fever                        | 1992. november 5.    |
| 34 | 34 | Én vagyok az Éj!                                  | Én vagyok az éjszaka                       | I Am the Night                           | 1992. november 9.    |
| 35 | 35 | Majdnem elkaptam                                  | Majdnem elkaptam                           | Almost Got 'Im                           | 1992. november 10.   |
| 36 | 36 | A farkas éjszakája                                | A farkas holdja                            | Moon of the Wolf                         | 1992. november 11.   |
| 37 | 37 | Terror az égen                                    | Rémület az égben                           | Terror in the Sky                        | 1992. november 12.   |
| 38 | 38 | Karácsony a Jokerrel                              | Karácsony Jokerrel                         | Christmas with the Joker                 | 1992. november 13.   |
| 39 | 39 | A kőszívű, 1. rész                                | Az acél szíve, 1. rész                     | Heart of Steel, Part 1                   | 1992. november 16.   |
| 40 | 40 | A kőszívű, 2. rész                                | Az acél szíve, 2. rész                     | Heart of Steel, Part 2                   | 1992. november 17.   |
| 41 | 41 | Ha ilyen okos vagy, miért nem lettél gazdag?      | Ha olyan okos vagy, miért nem vagy gazdag? | If You're So Smart, Why Aren't You Rich? | 1992. november 18.   |
| 42 | 42 | Joker barlang                                     | Joker kaszinó                              | Joker's Wild                             | 1992. november 19.   |
| 43 | 43 | Szilikonlélek                                     | Megdobban a digitális szív                 | His Silicon Soul                         | 1992. november 20.   |
| 44 | 44 | Kényes egyensúly                                  | Kibillenve                                 | Off Balance                              | 1992. november 23.   |
| 45 | 45 | Mi a valóság?                                     | Mi a valóság?                              | What Is Reality?                         | 1992. november 24.   |
| 46 | 46 | A vigyorgó hal                                    | A nevető hal                               | The Laughing Fish                        | 1993. január 10.     |
| 47 | 47 | A két jó madárka                                  | Harley és Mérges                           | Harley and Ivy                           | 1993. január 18.     |
| 48 | 48 | Az autószerelő                                    | A szerelő                                  | The Mechanic                             | 1993. január 24.     |
| 49 | 49 | Aki megölte Batmant                               | A férfi, aki megölte Batmant               | The Man Who Killed Batman                | 1993. február 1.     |
| Paul, a Polip kisstílű bűnöző, egy rablás során véletlenül legyőzi Batmant. Az eset után Gotham City-ben elterjed a hír, hogy ő ölte meg Batmant, és mivel a Denevérembert halottnak hiszik, a bűnözők között óriási népszerűségre tesz szert. Azonban Paul számára átkos a hirtelen jött hírnév, ezért felkeresi Rupert Thornt, a maffiavezért, akinek elmeséli, hogy Batmannel való találkozás óta milyen megpróbáltatásokon esett át. Joker szintén azt hiszi, hogy Batman meghalt. Miután meggyőződik haláláról – kirabol egy üzletet, azonban nem jött a köpenyes lovag, hogy megállítsa – elszomorodik és ellensége feltételezett gyilkosát egy koporsóba zárva savba dobja (azonban annak sikerült megszöknie). Thorn nem hisz neki, azt gondolja, hogy Paul be akar szállni a kábítószerüzletbe. Végül kiderül, hogy Batman nem halt meg, Thornt és a kábítószer maffiát börtönbe csukják csakúgy, mint Pault, aki a rabtársak körében továbbra is hatalmas népszerűségnek örvend.                                                                      |    |                                                   |                                            |                                          |                      |
| 50 | 50 | Zatanna                                           | Zatanna, a varázslás mestere               | Zatanna                                  | 1993. február 2.     |
| 51 | 51 | Robin leszámol, 1. rész                           | Robin szembefordul, 1. rész                | Robin's Reckoning, Part 1                | 1993. február 7.     |
| 52 | 52 | Madarat tolláról                                  | Madarat tolláról                           | Birds of a Feather                       | 1993. február 8.     |
| 53 | 53 | Robin leszámol, 2. rész                           | Robin szembefordul, 2. rész                | Robin's Reckoning, Part 2                | 1993. február 14.    |
| 54 | 54 | Vak, mint egy denevér                             | Denevérvakság                              | Blind as a Bat                           | 1993. február 22.    |
| 55 | 55 | A szamuráj napja                                  | A szamuráj napja                           | Day of the Samurai                       | 1993. február 23.    |
| 56 | 56 | Ördögi terv                                       | Ne láss ördögöt!                           | See No Evil                              | 1993. február 24.    |
| 57 | 57 | Démoni hajsza                                     | A Démon útja, 1. rész                      | The Demon's Quest, Part 1                | 1993. május 3.       |
| 58 | 58 | Démoni hajsza, 2. rész                            | A Démon útja, 2. rész                      | The Demon's Quest, Part 2                | 1993. május 4.       |
| 59 | 59 | A Hasbeszélő                                      | Tudsz szájról olvasni?                     | Read My Lips                             | 1993. május 10.      |
| 60 | 60 | Zeusz villáma                                     | Az Olympus tüze                            | Fire from Olympus                        | 1993. május 24.      |
| 61 | 61 | A denevér árnyéka                                 | A denevér árnyéka, 1. rész                 | Shadow of the Bat, Part 1                | 1993. szeptember 13. |
| 62 | 62 | A denevér árnyéka, 2. rész                        | A denevér árnyéka, 2. rész                 | Shadow of the Bat, Part 2                | 1993. szeptember 14. |
| 63 | 63 | Földcsuszamlás                                    | Sárcsuszamlás                              | Mudslide                                 | 1993. szeptember 15. |
| 64 | 64 | Gondűző babák (HBO) Aggódó emberkék (Viasat6)     | Gondűzők                                   | The Worry Men                            | 1993. szeptember 16. |
| 65 | 65 | Kísért a múlt                                     | A bűnös orvos hívása                       | Paging the Crime Doctor                  | 1993. szeptember 17. |

## Második évad (1994–1995)
A második évad legtöbb epizódját Batman és Robin kalandjai (The New Adventures Of Batman and Robin) címmel vetítették le Amerikában és Magyarországon is.
| #  | #  | Magyar cím                  | Magyar cím                  | Angol cím                | Eredeti premier      |
| #  | #  | HBO/RTL Klub/Viasat6        | DVD/RTL Spike               | Angol cím                | Eredeti premier      |
| -- | -- | --------------------------- | --------------------------- | ------------------------ | -------------------- |
| 66 | 1  | Házunk, kertünk             | Családi idill               | House & Garden           | 1994. május 2.       |
| 67 | 2  | Vurstli                     | Szörnyszülöttek             | Sideshow                 | 1994. május 3.       |
| 68 | 3  | A papirusztekercs           | Avatar                      | Avatar                   | 1994. május 9.       |
| 69 | 4  | A tárgyalás                 | A per                       | Trial                    | 1994. május 16.      |
| 70 | 5  | Bohóctréfa                  | Harley-kalamajka            | Harlequinade             | 1994. május 23.      |
| 71 | 6  | Az álarcos                  | Bane                        | Bane                     | 1994. szeptember 10. |
| 72 | 7  | A második lehetőség         | –                           | Second Chance            | 1994. szeptember 17. |
| 73 | 8  | Rejtvényes visszatér        | –                           | Riddler's Reform         | 1994. szeptember 24. |
| 74 | 9  | Baby-Doll                   | Mindenki szereti Babyt      | Baby-Doll                | 1994. október 1.     |
| 75 | 10 | Időzavar                    | Kizökkent idő               | Time Out of Joint        | 1994. október 8.     |
| 76 | 11 | Harley szabadságon          | –                           | Harley's Holiday         | 1994. október 15.    |
| 77 | 12 | Humorfesztivál              | –                           | Make 'Em Laugh           | 1994. november 5.    |
| 78 | 13 | Denevérlány visszatér       | –                           | Batgirl Returns          | 1994. november 12.   |
| 79 | 14 | Pribék                      | –                           | Lock-Up                  | 1994. november 19.   |
| 80 | 15 | Fagyos jövő                 | –                           | Deep Freeze              | 1994. november 26.   |
| 81 | 16 | A félelmetes trió           | A rémes hármas              | The Terrible Trio        | 1995. szeptember 11. |
| 82 | 17 | Vallomás                    | Leszámolás                  | Showdown                 | 1995. szeptember 12. |
| 83 | 18 | Macskajárás                 | Macska a kifutón            | Catwalk                  | 1995. szeptember 13. |
| 84 | 19 | Bullock a bajban            | Levél Bullocknak            | A Bullet for Bullock     | 1995. szeptember 14. |
| 85 | 20 | Az oroszlán és az unikornis | Az oroszlán és az unikornis | The Lion and the Unicorn | 1995. szeptember 15. |

## Filmek
- Batman: A rém álarca (1993)
- Batman & Mr. Freeze: SubZero (1998)